# 24503 Kero
24503 Kero è un asteroide della fascia principale. Scoperto nel 2001, presenta un'orbita caratterizzata da un semiasse maggiore pari a 2,6010785 UA e da un'eccentricità di 0,1117478, inclinata di 15,27472° rispetto all'eclittica.